# Rhagodira lindbergi
Rhagodira lindbergi är en spindeldjursart som beskrevs av Roewer 1960. Rhagodira lindbergi ingår i släktet Rhagodira och familjen Rhagodidae. Inga underarter finns listade i Catalogue of Life.